# Curtarolo
Curtarolo is een gemeente in de Italiaanse provincie Padua (regio Veneto) en telt 6775 inwoners (31-12-2004). De oppervlakte bedraagt 14,9 km², de bevolkingsdichtheid is 455 inwoners per km².
De volgende frazioni maken deel uit van de gemeente: Santa Maria di Non, Pieve di Curtarolo, S.Andrea, Poncia.

## Demografie
Curtarolo telt ongeveer 2335 huishoudens. Het aantal inwoners steeg in de periode 1991-2001 met 6,1% volgens cijfers uit de tienjaarlijkse volkstellingen van ISTAT.
| Jaar | Inwoneraantal |
| ---- | ------------- |
| 1991 | 5930          |
| 2001 | 6294          |

## Geografie
Curtarolo grenst aan de volgende gemeenten: Campo San Martino, Limena, Piazzola sul Brenta, San Giorgio delle Pertiche, Vigodarzere.